# Tareq Khairi Hussein
Tareq Khairi Hussein (in arabo طارق خيري حسين‎?; 13 dicembre 1969) è un ex cestista egiziano.

## Carriera
Con l'Egitto ha disputato i Campionati mondiali del 1994 e due edizioni dei Campionati africani (1997, 1999).